# رزین تبادل یونی

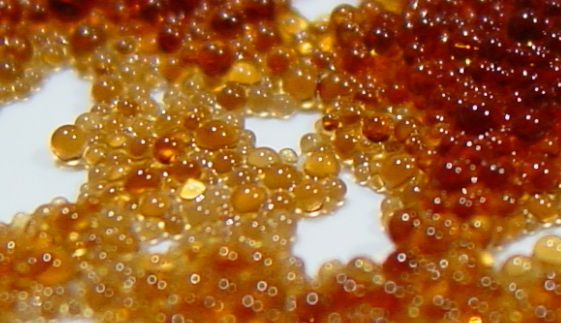
دانه‌های رزین تبادل یونی

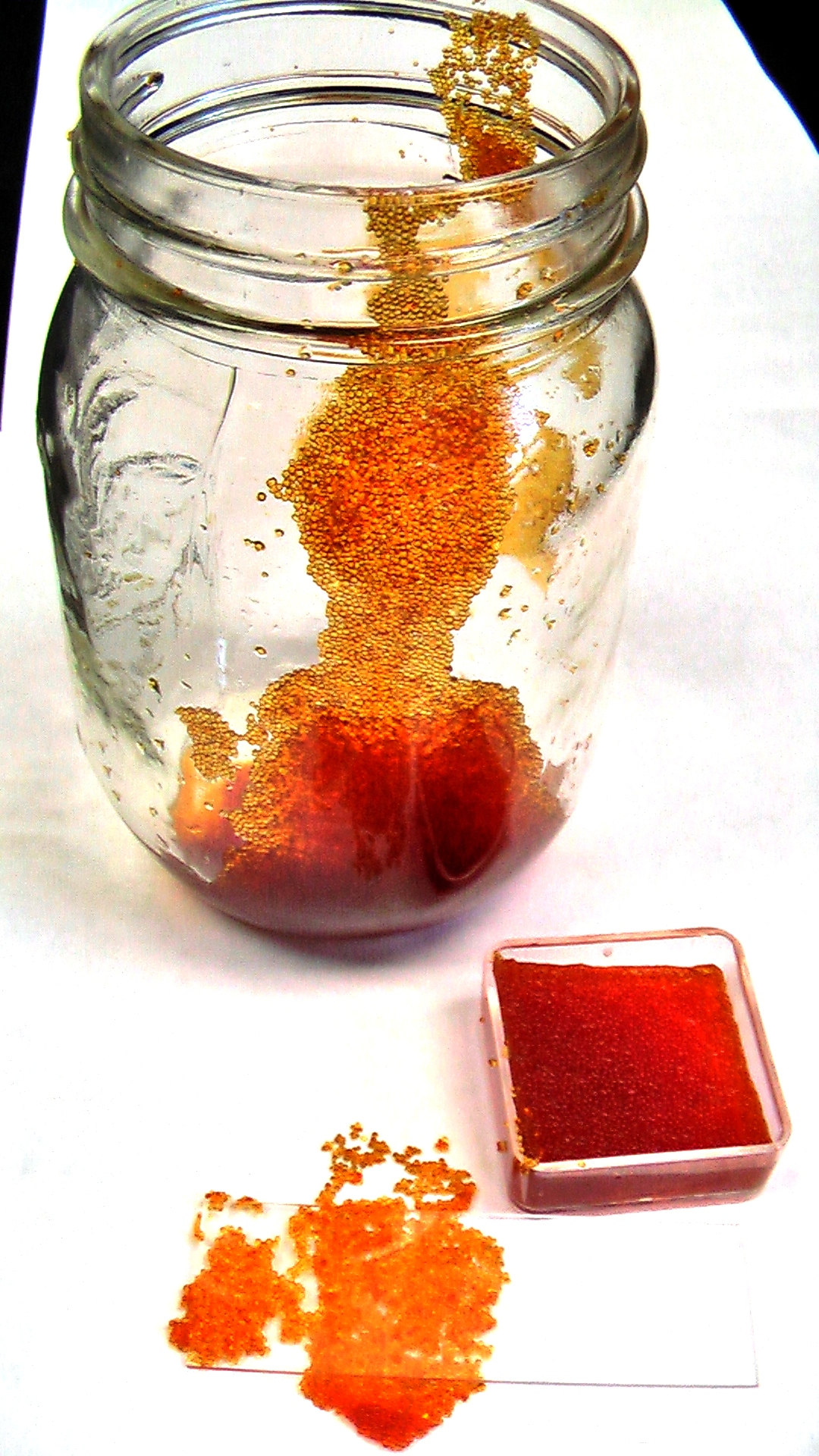
دانه‌های رزین تبادل یونی

رزین تبادل یونی یا پلیمر تبادل یونی یک رزین یا پلیمر است که به عنوان یک محیط برای مبادله یون عمل می‌کند. این رزین یک ماتریس نامحلول (یا ساختار نگهدارنده) است که به‌طور معمول در شکل میکرومهره‌های کوچک (۰٫۲۵–۰٫۵ میلی‌متر شعاع)، معمولاً سفید یا زرد، ساخته شده از یک بستر پلیمر ارگانیک می‌باشد. دانه‌ها معمولاً متخلخل هستند و مساحت جانبی داخلی و خارجی بالایی ایجاد می‌کنند. در اصل رزین تبادل یونی یعنی یون هایی که در حال یک واکنش برگشت پذیری هستند که در آن یک یون باردار با یک یون باردار مشابه دیگر به صورت  الکترواستاتیک تبادل شوند. به دام افتادن یون‌ها با آزاد شدن یون‌های دیگر همراه است، به همین دلیل به آن فرایند تبادل یون گفته می‌شود. انواع مختلفی از رزین‌های تبادل یونی وجود دارند. اکثر رزین‌های موجود در بازار از پلی استایرن سولفونات ساخته شده‌اند.
رزین‌های تبادل یونی به‌طور گسترده‌ای در فرایندهای جداسازی، تصفیه و ضدعفونی کردن استفاده می‌شود. شایع‌ترین کاربردهای آن رسوب‌زدایی و تصفیه آب است. در بسیاری از کاربردهای این چنینی، رزین‌های تبادل یونی به عنوان یک جایگزین انعطاف پذیرتر به جای استفاده از زئولیت‌های طبیعی یا مصنوعی معرفی شدند. همچنین رزین‌های تبادل یونی در فرایند فیلتراسیون بیودیزل بسیار کاربردی هستند.

## تاریخچه
پدیده تبادل یون برای اولین بار در سال ۱۸۵۰ و به دنبال مشاهده توانایی خاک‌های زراعی در تعویض برخی از یون‌ها مثل آمونیوم با یون کلسیم و منیزم موجود در ساختمان آنها گزارش شد. در سال ۱۸۷۰ با انجام آزمایش‌های متعددی ثابت شد که بعضی از کانی‌های طبیعی به خصوص زئولیت‌ها واجد توانایی انجام تبادل یون هستند. در واقع به رزین‌های معدنی، زئولیت می‌گویند و این مواد یون‌های سختی آور آب (کلسیم و منیزیم) را حذف می‌کردند و به جای آن یون سدیم، آزاد می‌کردند از این رو به زئولیت‌های سدیمی مشهور شدند که استفاده از آن در تصفیه آب مزایای زیادی داشت چون احتیاج به مواد شیمیایی نبود و اثرات جانبی هم نداشتند.
اما زئولیت‌های سدیمی دارای محدودیت‌هایی بودند. این زئولیت‌ها می‌توانستند فقط سدیم را جایگزین کلسیم و منیزیم محلول در آب نمایند و آنیون‌هایی از قبیل سولفات، کلراید و سیلیکات‌ها بدون تغییر باقی می‌ماندند. چنین آبی برای صنایع مطلوب نیست. پس از انجام تحقیقات در اواسط دهه ۱۹۳۰ در هلند زئولیت‌هایی ساخته شد که به جای سدیم فعال، هیدروژن فعال داشتند. این زئولیت‌ها که به تعویض کننده‌های کاتیونی هیدروژنی معروف شدند، سیلیس نداشته و علاوه بر این قادرند همزمان هم سختی آب را حذف کنند و هم قلیائیت آب را کاهش دهند.
برای بهبود تکنولوژی تصفیه آب، گام‌های اساسی در سال ۱۹۴۴ برداشته شد که باعث تولید زرین‌های تعویض آنیونی شد. زرین‌های کاتیونی هیدروژنی تمام کاتیونی آب را حذف می‌کنند و رزین‌های آنیونی تمام آنیون‌های آب را از جمله سیلیس را حذف می‌نمایند، در نتیجه می‌توان با استفاده از هر دو نوع زرین، آب بدون یون تولید کرد. همچنین پژوهشگران دریافتند که سیلیکات آلومینیم موجود در خاک قادر به تعویض یونی می‌باشد. این نتیجه‌گیری با تهیه ژل سیلیکات آلومینیم از ترکیب محلول سولفات آلومینیم و سیلیکات سدیم به اثبات رسید؛ بنابراین اولین رزین مصنوعی که ساخته شد سیلیکات آلومینیم بود؛ و امروزه اکثر زرین‌های تعویض یونی که در تصفیه آب به کار می‌روند رزین‌های سنتزی (مصنوعی) هستند که با پلیمریزاسیون ترکیبات آلی حاصل شده‌اند.

## انواع رزین
اکثر رزین‌های متداول مورد استفاده بر پایه پلی استایرین اتصال عرضی هستند. نواحی تبادل-یونی واقعی پس از پلیمری شدن ایجاد می‌شوند. به علاوه، در مورد پلی استایرین، اتصال عرضی پس از کوپلیرمریزاسیون استایرین و درصد کمی دی‌واینیل بنزین (divinylbenzene) اتفاق می‌افتد. اتصال عرضی ظرفیت تبادل یونی رزین را کاهش داده و باعث افزایش زمان فرایند تبادل یون می‌شود، اما باعث توانمندی رزین می‌شود. اندازه ذرات نیز از پارامترهای تأثیرگذار در تبادل یون است؛ ذرات کوچکتر باعث بهبود تبادل یون شده اما از طرفی باعث افزایش افت فشار آب در طول مسیر ستون تبادل یون می‌شود.
علاوه بر اینکه رزین‌ها به شکل دانه‌های ریز ساخته می‌شوند، برخی رزین‌ها به شکل ممبران (غشا) نیز ساخته می‌شوند. از ممبران‌های تبادل یونی، که از رزین‌های تبادل یونی اتصال عرضی ساخته شده‌اند و فقط به یون‌ها اجازه عبور می‌دهند، و نه آب، در الکترودیالیز استفاده می‌شود.
۴ گونه اصلی از رزین‌ها وجود دارد که در گروه عاملی با هم تفاوت دارند:
- اسیدی قوی، معمولاً حاوی گروه‌های سولفونیک اسید هستند، برای مثال پلی استایرن سولفونات، یا PolyAMPS.
- قلیایی قوی، معمولاً حاوی گروه‌های ۴ تایی آمینو هستند، برای مثال گروه‌های کاتیون آمونیوم نوع چهارم. مثال: PolyAPTAC.
- اسیدی ضعیف، معمولاً حاوی گروه‌های کربوکسیلیک اسید هستند.
- قلیایی ضعیف، معمولاً حاوی گروه‌های آمینو اولیه، ثانویه و ثالث هستند. مثال: پلی‌اتیلن‌ایمین.

## کاربردها

### سختی‌گیری آب

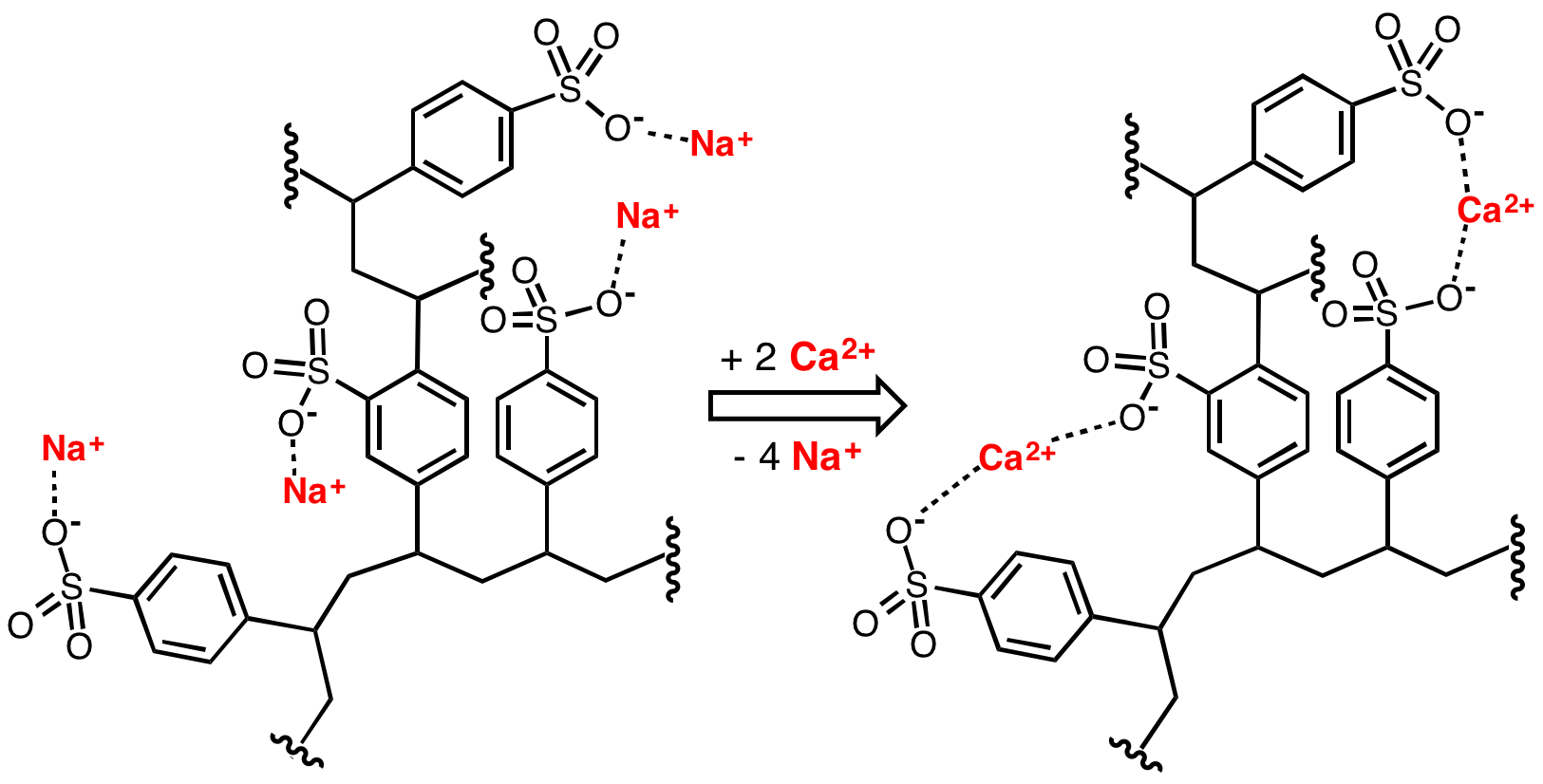
فرایند ایده‌آل شده سختی‌گیری-آب، که شامل جایگزینی یون‌های کلسیم آب با یون‌های اهدایی توسط رزین تبادل-کاتیونی می‌باشد.

در این کاربرد از رزین‌های تبادل یونی برای جایگزین کردن یون‌های منیزیم و کلسیم موجود در آب سخت با یون‌های سدیم استفاده می‌شود. هنگامی که رزین تازه است، حاوی یون‌های سدیم در نقاط فعالش می‌باشد. هنگامی که این رزین با یک محلول حاوی یون‌های منیزیم و کلسیم در تماس قرار می‌گیرد که غلظت یون‌های سدیم آن کم است، یون‌های منیزیم و کلسیم از محلول به محل فعال در رزین منتقل می‌شوند و در محلول با یون‌های سدیم جایگزین می‌شوند. این روند با غلظت بسیار پایین منیزیم و یون کلسیم در محلول نسبت به حالت شروع آن به تعادل می‌رسد.
رزین را می‌توان با شستشوی آن با یک محلول حاوی غلظت بالای یون‌های سدیم احیا کرد (به عنوان مثال مقدار زیادی از نمک معمولی (NaCl) در آن حل شده باشد). یون‌های کلسیم و منیزیم از رزین مهاجرت می‌کنند و با یون‌های سدیم محلول جایگزین می‌شوند تا حالت تعادل تازه ای به دست آید. از نمک برای احیای یک رزین تبادل یونی استفاده می‌شود که خود آن برای سختی‌گیری آب استفاده می‌شود.

### خالص سازی آب
در این کاربرد، از رزین‌های تبادل یونی برای حذف یون‌های سمی (به عنوان مثال مس) و فلزات سنگین (به عنوان مثال سرب یا کادمیوم) از محلول استفاده می‌شود و آنها را با یون‌های کم ضررتر مانند سدیم و پتاسیم جایگزین می‌کنند.
رزین‌های تبادل یونی کمی موجودند که می‌توانند کلر یا آلاینده‌های آلی را از آب حذف کنند. این کار معمولاً با استفاده از یک فیلتر کربن فعال شده (زغال) همراه با رزین انجام می‌شود. البته برخی رزین‌های تبادل یونی، مانند رزین‌های تبادل یون مغناطیسی قادر به حذف یون‌های آلی می‌باشند. رزین دستگاه تصفیه آب خانگی معمولاً احیا نمی‌شود - رزین زمانی که دیگر نمی‌تواند استفاده شود، از بین می‌رود.
برای کاربردهای الکترونیک، آزمایش‌های علمی، تولید ابررساناها و صنعت هسته ای و… آب با بالاترین خلوص ممکن مورد نیاز است. چنین آبی را معمولاً با استفاده از فرایندهای تبادل یونی یا ترکیبی از غشا و روش‌های تبادل یونی تولید می‌کنند.

### تولید شکر
از رزین‌های تبادل یونی برای تولید شکر از منابع مختلف استفاده می‌شود. از این رزین‌ها برای تبدیل یک نوع شکر به نوع دیگری از شکر، بی‌رنگ کردن آن و همچنین خالص سازی شربت شکر استفاده می‌شود.

### سایر کاربرد های رزین تبادل یونی
رزین‌های تبادل یونی به دلیل مزیت‌های که دارد یکی از روش‌های پر استفاده در تصفیه آب است. از آنجایی که این رزین‌ها انواع مختلفی دارند دامنه‌ی استفاده آن‌ها نیز بسیار گسترده است. از جمله کاربردهای آن در صنایع مختلف می‌توان به موارد زیر اشاره کرد:
- استفاده در تجهیزات سختی گیری آب در صنایع، بویلرها و برج‌های خنک کننده
- یون زدایی کامل آب توسط رزین میکس بد (Mixed Bed) و تولید آب فوق خالص
- کاهش مواد معنی و یا دی آلکالیزاسیون (Dealkalization)
- حذف مواد معدنی
- حذف نیترات، فلوراید، فلزات سنگین موجود در آب
- حذف رنگ، بو، طعم نامطلوب، مواد آلی موجود در محلول
- جدا کردن کروماتوگرافیک
- استفاده در صنایع دارویی جهت خالص سازی مواد شیمیایی
- استفاده در صنایع غذایی و نوشیدنی
- استفاده در صنعت نساجی جهت حذف و بازیافت رنگ
- استفاده در صنایع قند و شکر جهت رنگ زدایی
- استفاده در صنعت کاغذ سازی
- خالص سازی آب جهت استفاده در آزمایشگاه‌ها
- استفاده در سیستم‌های پالایشگاهی، نیروگاهی و نیروگاه‌های هسته‌ای
- فرایند تصفیه بیو دیزل

## دیونایزر بستر مختلط
دیونایزر بستر مختلط یا دیونایزر میکس بِد (به انگلیسی:Mixed Bed Deionizer) مخلوطی از رزین‌های آنیونی و کاتیونی با نسبت ۵۰/۵۰ است که درون یک ستون تبادل یونی مشترک و به صورت مختلط قرار دارند و برای فرایند حذف یون از آب یا محلول‌ها از آن استفاده می‌شود. اگر پیش تصفیه مناسب انجام شود با عبور از فقط یک ستون دیونایزر بستر مختلط می‌توان به آب با بالاترین خلوص‌ها دست پیدا کرد. در اکثر موارد برای شفاف سازی نهایی آب و حذف یون‌های اندک باقی مانده در آب از ستون‌های تبادل یونی بستر مختلط استفاده می‌شود. واحدهای کوچک و خانگی توانایی احیای مجدد ندارند ولی دستگاه‌های صنعتی و تجاری به گونه ای ساخته شده‌اند که قابلیت احیای رزین در آنها وجود دارد. به خاطر سختی و هزینه بالای نسبی احیای آنها، از این دستگاه‌ها فقط در کاربردهایی استفاده می‌شود که به آب با خلوص فوق‌العاده بالا نیاز باشد.